# 天然有机化学
天然有机化学是有机化学的一门分支学科，主要针对中草药有效成分，尤其是中草药有效成分研究的基本方法和技术（包括中草药有效成分的预试验、中草药有效成分的经典提取分离方法、结晶、重结晶和有效成分纯度的判断、色谱分离方法简介、中草药有效成分的鉴定、送动物试验样品的制剂配制方法等）、介绍各种中草药有效成分（包括生物碱、强心苷、皂甙、黄酮体等中性成分、萜类、有机酸、氨基酸、氰甙类、多糖类、蛋白质和酶）的结构、性能、分布及提取分离方法、并介绍天然香料（包括动物性香料和植物性香料）的生产方法及用途等。